# Cienega Valley AVA
Cienega Valley AVA (anerkannt seit dem 19. August 1982) ist ein Weinbaugebiet im US-Bundesstaat Kalifornien. Das Gebiet liegt im westlichen Teil des Verwaltungsgebiet San Benito County und ist Teil der übergeordneten Central Coast AVA und San Benito AVA. Unmittelbar nördlich davon schließt sich die Lime Kiln Valley AVA an. Das Gebiet war einst der Haupttraubenlieferant des Weinguts Almaden Vineyards, bevor dieses im Jahr 1987 vom Großkonzern Constellation Brands übernommen wurde.
Die Rebflächen liegen ca. 340 m ü. NN. Die San-Andreas-Verwerfung verläuft mitten durch das Gebiet. Während der Boden östlich der Verwerfung hauptsächlich aus Granitverwitterung und Kalkstein besteht, überwiegen auf der westlichen Seite Sandstein und Granit.